# Província d'Azuero

Bandera de la província, 1850-1855

Província d'Azuero, 1850-1855

La província d'Azuero fou una província de la República de la Nova Granada. Es va crear el 8 d'abril de 1850. El seu territori correspon a les modernes províncies de Los Santos i Herrera.

## Història
La província d'Azuero es va crear el 8 d'abril de 1850 per acord del congrés de la República de la Nova Granada, formada pels cantons de Los Santos i Parita i el districte de Santa Maria, anteriorment dins a la província de Panamà. Fou nomenat governador Juan Arosemena al que el 1852 va succeir Antonio Baraya. Aquesta província va adoptar bandera basada en la de Miranda de 1821. Des de 1853 els governadors foren elegits pel vot popular, amb una legislatura provincial amb 7 diputats. A les eleccions va ser escollit governador José A. Sáez, la mort sobtada del qual va deixar a la província en l'anarquia al disputar-se el poder dues de les famílies principals del territori, cadascuna representant a un dels dos partits polítics que lluitaven pel poder; el poble ignorant va ser manipulat i es van produir enfrontaments sagnants. La ciutat més afectada fou Parita, d'on era una de les famílies, on es van produir violentes lluites que van provocar la sortida de centenars de persones de la població.
El Congrés nacional, en conèixer els fets (1855), va suprimir la província.
El mateix 1855 l'assemblea constituent de l'Estat sobirà de Panamá (dins de Colòmbia) crea amb el que havia estat el cantó de Parita, la província d'Herrera amb capital a la ciutat de Pesé (districtes de Los Pozos, Macaracas, Las Minas, Ocú i Santa María), i amb el cantó de Los Santos, la província d'aquest nom amb capital a la Villa de Los Santos (districtes de Chitré, Las Tablas, Pocrí, Pedasí y Los Santos). En 1864 les províncies d'Herrera i Los Santos foren unides amb el nom de província de Los Santos, amb capital a la Villa de Los Santos, abraçant així l'antiga província d'Azuero. El 18 de gener de 1915 la província de Los Santos es va dividir en la d'aquest nom i la província d'Herrera, amb capital la primera a Chitré i la segona a Las Tablas. En 1941 les dues províncies es van tornar a reunir com Província de Los Santos amb capital Chitré, però el 1957 es van tornar a separar com segueixen actualment.